# مالكوم توماس
مالكوم توماس (1960 - ) (بالإنجليزية: Malcolm Thomas)‏ هو لاعب كرة سلة أمريكي في مركزي مدافع مسدد الهدف وهجوم صغير الجسم.

## وصلات خارجية
- مالكوم توماس على موقع سبورتس رفرنس (الإنجليزية)
- مالكوم توماس على موقع كلية كرة السلة في سبورتس رفرنس.كوم (الإنجليزية)